# 火车南站街道 (成都市)
火车南站街道，是中华人民共和国四川省成都市武侯区下辖的一个乡镇级行政单位。

## 行政区划
火车南站街道下辖以下地区：
桐梓林社区、锦官新城社区、得胜社区、高攀桥社区、长寿苑社区和南站社区。